# Pomnik Wdzięczności Żołnierzom Armii Czerwonej w Sanoku
Pomnik Wdzięczności Żołnierzom Armii Czerwonej (także Pomnik Wyzwolenia) – pomnik w Sanoku istniejący w latach 1977-2016, w zamierzeniu ustanowiony jako hołd dla żołnierzy Armii Czerwonej, którzy zginęli w trakcie zdobywania miasta w 1944 roku, w końcowym okresie II wojny światowej. Był ulokowany na Placu Harcerskim przy frontowym, wschodnim wejściu do parku miejskiego od strony ulicy Adama Mickiewicza.

## Historia
Pierwszy Pomnik Wdzięczności Armii Czerwonej powstał w tym miejscu na przełomie lat 1944/1945. Stanął w okolicy innego upamiętnienia, bowiem władze hitlerowskie w 1941 ustawiły pomnik honorujący żołnierzy niemieckich, którzy polegli w walkach o zdobycie linii Mołotowa w czerwcu 1941, gdy rozpoczęto atak Niemiec na ZSRR. Inskrypcja brzmiała: "Zur Erinnerung an den 22. Juni 1941 Festungs-Pionierstab 24 Vorm. Oberbaustab 33. 1940-1942". Na utworzonej formie pomnika została umieszczona kopuła pochodząca z sowieckiego bunkra z Krzywuli koło Leska. Po wojnie, z czasem zostały usunięte metalowe litery stanowiące inskrypcję. Pomnik został zlikwidowany w 1957.
Od sierpnia 1944 Góra Mickiewicza pokryta została pierwszymi pochówkami żołnierzy sowieckich. W bezładnych i płytko zakopywanych trumnach chowano zmarłych, z których wypływały strugi osocza. Na mogiłach stawiano pomniki wykonane z desek, kształtem przypominały miniaturowe wieże wiertnicze zwieńczone pięcioramienną gwiazdą. Deski na pomnikach pomalowane były w kolorach czerwonym, a inne zielonym, co oznaczało, że są to groby wyznawców islamu. Ten cmentarz wojenny znajdował się na stoku góry, ponad obecnym pomnikiem. W 1945 ustawiono również monument, który był integralną częścią tej nekropoli.
Z założenia pomnik miał być wyrazem wdzięczności za rzekome wyzwolenie Sanoka z niemieckiej okupacji. Pierwotny Pomnik Wdzięczności Armii Czerwonej powstał w 1947. Następnie powstał obelisk z 1951 roku, w miejscu wojskowej mogiły, upamiętniający miejsce pochówku żołnierzy sowieckich, poległych podczas walk frontowych w 1944 roku. Pomnik obłożono czarnymi płytami marmurowymi zabranymi z kamienicy przy ulicy 3 Maja 23 (tzw. „Weinerówka”). Na czterech tablicach umieszczono inskrypcje w języku polskim i rosyjskim. Na szczycie monumentu umieszczono czerwoną gwiazdę.
W latach 1952 i 1953 przeprowadzono ekshumację ciał żołnierzy radzieckich, które przeniesiono do utworzonej kwatery na Cmentarzu Centralnym przy ul. Rymanowskiej. Na kwaterę radziecką wyznaczono kwartał cmentarza na którym wcześniej chowani byli żołnierze c.k. armii, w tym żołnierze 32 pułku węgierskich honwedów, polegli w okolicach Sanoka podczas I wojny światowej. Pomnik upamiętniający żołnierzy węgierskich został zniszczony, a groby zniwelowane. Monument przetrwał do 1977, kiedy zdecydowano stworzeniu nowego pomnika.
Przed pomnikiem odbywały się wiece: z okazji rocznicy powstania PKWN, rocznicy utworzenia Armii Czerwonej utworzenia Armii Radzieckiej, Dnia Zwycięstwa, uroczystości upamiętniające napaść Niemiec na Polskę 1 września, Święto Pracy 1 maja, rocznice tzw. wyzwolenia Sanoka spod okupacji niemieckiej, rewolucji październikowej. Rekonstrukcja pomnika została zrealizowana w czynie społecznym.
Pod koniec 1976 podjęto prace nad stworzeniem nowego monumentu, wówczas wykonano gipsową makietę oraz przystąpiono do odkucia pomnika w blasze miedzianej (w tym celu w szkołach przeprowadzono na ten cel zbiórkę złomu miedzianego); pracami kierował prof. inż. arch. Jan Krug z Akademii Sztuk Pięknych w Krakowie. Konstrukcja monumentu wykonana z patynowanej miedzianej blachy powstała według projektu Wojciech Firka, Andrzeja Gettera, Józefa Sękowskiego. Pomnik ustanowiono w 1977 w miejscu poprzedniego monumentu. Jego odsłonięcie nastąpiło 16 listopada 1977 podczas uroczystości w których uczestniczyli konsul generalny ZSRR w Krakowie Iwan Korczma, gen. bryg. Tadeusz Sroczyński oraz przedstawiciele władz, w tym Władysław Kruczek (wygłosił przemówienie), Kazimierz Balawajder, Stanisław Szczepański, którzy dokonali odsłonięcia monumentu oraz Adolf Jakubowicz, Kazimierz Murman, Edward Biegański, Aleksander Zgirski. Umieszczono go na scenie, za którą na muralu widniał mosiężny napis: „Pamięci żołnierzy Armii Czerwonej poległych w walkach o wyzwolenie Sanoka”.
W 1977 został wybity medal zaprojektowany przez Wojciecha Firka, na którego awersie umieszczono napis Pamięci żołnierzy Armii Czerwonej poległych w walkach o wyzwolenie Sanoka, a na rewersie widniał zarys sanockiego Pomnika Wdzięczności i napis Sanok 5 XI 1977.
Po przemianach politycznych w Polsce w styczniu 1990 został usunięty fragment inskrypcji bezpośrednio dotyczący państwa sowieckiego (dosł. „Armii Czerwonej”) i gwiazda czerwona oraz zmieniono napis na cokole pomnika; inskrypcja brzmiała: „Pamięci żołnierzy poległych w walkach o wyzwolenie Sanoka”. W latach 90. zaginięciu ulegały litery z inskrypcji pomnika. W 1998 otoczenie pomnika zostało poddane renowacji. Po rewitalizacji tej części miasta napis ostatecznie zdemontowano.
We wrześniu 2013 powierzchnia pomnika została uszkodzona w wyniku zamalowania farbą. W październiku 2014 roku grupa mieszkańców zażądała od władz miasta usunięcia monumentu. Pod koniec 2015 władze miasta ogłosiły, że zamierzają przenieść pomnik do Muzeum PRL-u w Rudzie Śląskiej. Uchwałą z 5 lipca 2016 Rada Miasta Sanoka postanowiła o przeniesieniu pomnika do Oddziału Instytutu Pamięci Narodowej w Krakowie. W głosowaniu szesnastu radnych opowiedziało się za uchwałą, a 4 wstrzymało się od głosu, zaś zdanie za pozostawieniem pomnika w swoim miejscu wyraził występujący przed radą Andrzej Woźny, prezes sanockiego oddziału Związku Inwalidów Wojennych RP. 15 września 2016 monument został zdemontowany. Rzeczniczka rosyjskiego resortu dyplomatycznego, Marija Zacharowa, odnosząc się do demontażu pomników w Polsce powiedziała, że Moskwa nie pozostawi tego bez reakcji.